# ایزابل براسور
ایزابل براسور (انگلیسی: Isabelle Brasseur؛ زادهٔ ۲۸ ژوئیهٔ ۱۹۷۰) از برندگان مدال‌های بازی‌های المپیک زمستانی اسکیت‌باز نمایشی اهل کانادا است.